# Nabil Emad
Nabil Emad (arabisch نبيل عماد, DMG Nabīl ʿImād; * 6. April 1996) ist ein ägyptischer Fußballspieler, der beim ägyptischen Erstligisten Pyramids FC unter Vertrag steht.

## Karriere

### Verein
Im Jahr 2016 wechselte Emad, der auch als Nabil Dunga geführt wird, zum Pyramids FC, wo er einen Fünfjahresvertrag unterschrieb. Am 22. Dezember 2016 folgte sein Debüt bei einem Pokalspiel gegen Petrojet, das mit 1:0 verloren wurde.

### Nationalmannschaft
Emad gab am 23. März 2019 sein Debüt in der Nationalelf. Noch im selben Jahr nahm er auch am Afrika-Cup 2019 teil. Zusammen mit seiner Mannschaft schied er im Viertelfinale aus.